# مرمر سبز (پروانه)
مرمر سبز  (نام علمی: Siproeta stelenes) گونه‌ای فرچه‌پا است که دارای بال‌های به رنگ مرمر سبز است. این پروانه در کوبا، فلوریدا، تگزاس، آمریکای مرکزی، آمریکای جنوبی زندگی می‌کند.